# Parafia Wszystkich Świętych w Krakowie (Stare Miasto)
Parafia Wszystkich Świętych w Krakowie – parafia rzymskokatolicka należąca do dekanatu Kraków-Centrum archidiecezji krakowskiej na Starym Mieście przy ulicy Kanoniczej.

## Historia parafii
Została utworzona w XIII wieku.
Kościół parafialny wybudowany w latach 1597–1630, konsekrowany w 1635. Od 1910 siedzibą parafii jest kamienica Mikołaja Poraja przy ulicy Kanoniczej 11.

## Domy zakonne na terenie parafii
- Ojcowie bernardyni – Kościół św. Bernardyna ze Sieny
- Ojcowie franciszkanie – Bazylika św. Franciszka
- Księża misjonarze – Kościół Nawrócenia św. Pawła
- Siostry bernardynki – Kościół św. Józefa
- Siostry klaryski – Kościół św. Andrzeja
- Siostry urszulanki – mają dwa domy. Kaplica Najświętszej Rodziny
- Siostry józefitki
- Siostry szarytki (dwa domy)
- Siostry honoratki

## Zasięg parafii
Ulice: św. Agnieszki, Bernardyńska, Bogusławskiego, Dominikańska, pl. Dominikański 4, 5, Dietla nry parzyste 30–74, św. Gertrudy, Grodzka 21-65, Koletek, Kanonicza, pl. Na Groblach, Podzamcze, Poselska, Powiśle, Sarego, św. Sebastiana 1-24, Senacka, Smocza, Starowiślna nry nieparzyste 1-27, Stradom, Straszewskiego 1–15, Zwierzyniecka nry parzyste 4–34